# Zwitserland op het Eurovisiesongfestival 2019

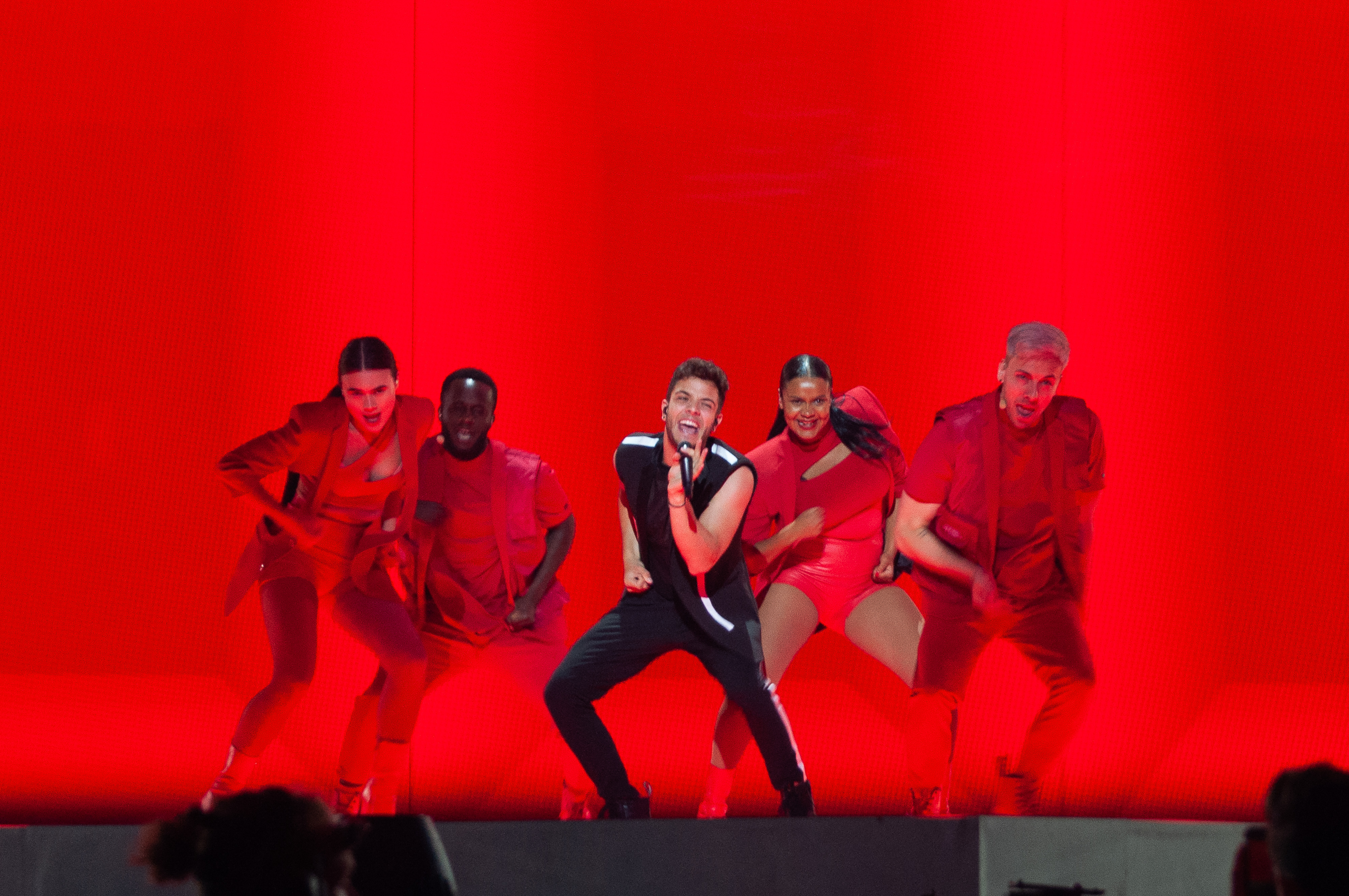
Luca Hänni treedt op tijdens de tweede halve finale.

Zwitserland nam deel aan het Eurovisiesongfestival 2019 in Tel Aviv, Israël. Het was de 59ste deelname van het land op het Eurovisiesongfestival. SRG SSR was verantwoordelijk voor de Zwitserse bijdrage voor de editie van 2019.

## Selectieprocedure
Op 19 juli 2018 maakte de Zwitserse omroep bekend dat het land zou deelnemen aan het songfestival van 2019, tevens maakte de omroep de selectieprocedure bekend. Gekozen werd voor een interne selectie. De Zwitserse omroepen kozen voor een nieuw systeem mede door de slechte resultaten van de afgelopen jaren waarin keer op keer de finale niet werd gehaald. Gedurende de maand september kunnen inzendingen worden ingestuurd waarna een honderdkoppig kijkerspanel en een twintigtal internationale juryleden die in eerdere jaren in de diverse nationale vakjury’s hebben plaatsgenomen beslissen wie er voor Zwitserland naar Israël afreist.
Op 7 maart 2019 maakte de omroep bekend dat het zanger Luca Hänni had geselecteerd met het lied She Got Me. Direct na de bekendmaking van het lied en de artiest steeg Zwitserland naar een derde plaats bij de bookmakers. 

## In Tel Aviv
Zwitserland stond niet meer in de finale van het festival sinds 2014. In Tel Aviv trad Hänni aan in de tweede halve finale, op 16 mei. Zwitserland was als vierde van achttien landen aan de beurt, na Moldavië en voor Letland. Tijdens het optreden werd Hänni ondersteund door vier dansers. 
Bij het bekendmaken van de finalisten bleek dat Zwitserland zich had weten te plaatsen voor de finale.
Tijdens de finale trad Hänni als 24ste aan, na de inzending uit Servië en voor de inzending uit Australië. Uiteindelijk eindigde het land op de vierde plaats met 364 punten, het eerste Zwitserse top 5-succes in 26 jaar tijd. 
1956 · 1957 · 1958 · 1959 · 1960 · 1961 · 1962 · 1963 · 1964 · 1965 · 1966 · 1967 · 1968 · 1969 · 1970 · 1971 · 1972 · 1973 · 1974 · 1975 · 1976 · 1977 · 1978 · 1979 · 1980 · 1981 · 1982 · 1983 · 1984 · 1985 · 1986 · 1987 · 1988 · 1989 · 1990 · 1991 · 1992 · 1993 · 1994 · 1995 · 1996 · 1997 · 1998 · 1999 · 2000 · 2001 · 2002 · 2003 · 2004 · 2005 · 2006 · 2007 · 2008 · 2009 · 2010 · 2011 · 2012 · 2013 · 2014 · 2015 · 2016 · 2017 · 2018 · 2019 · 2020 · 2021 · 2022 · 2023 · 2024 · 2025
Albanië · Armenië · Australië · Azerbeidzjan · België · Cyprus · Denemarken · Duitsland · Estland · Finland · Frankrijk · Georgië · Griekenland · Hongarije · Ierland · IJsland · Israël · Italië · Kroatië · Letland · Litouwen · Malta · Moldavië · Montenegro · Nederland · Noord-Macedonië · Noorwegen · Oostenrijk · Polen · Portugal · Roemenië · Rusland · San Marino · Servië · Slovenië · Spanje · Tsjechië · Verenigd Koninkrijk · Wit-Rusland · Zweden · Zwitserland